# Kai Hahto

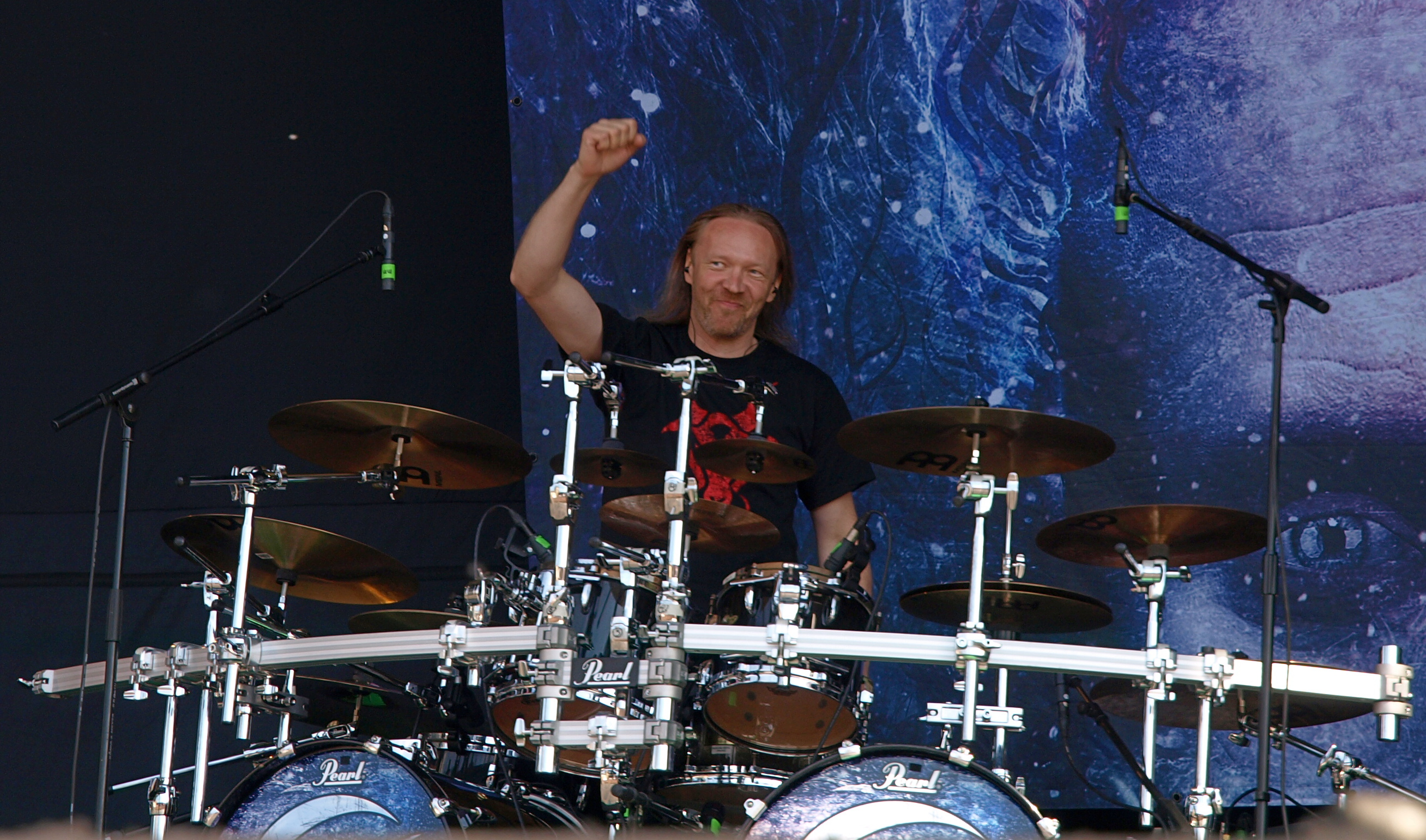
Wintersun 2013

Kai Hahto (* 31. Dezember 1973 in Vaasa, Finnland) ist ein finnischer Schlagzeuger und Schlagzeuglehrer. Er spielt in der Melodic-Death-Metal-Band Wintersun, der Rock-/Blues-Band Max on the Rox sowie der Symphonic-Metal-Band Nightwish. Ebenso war er Mitglied der Grindcore-Band Rotten Sound. Daneben spielte er noch in vielen anderen Bands, von Jazz bis Black Metal.
Einen Endorsement-Vertrag hat Hahto mit Meinl Cymbals  für Becken, mit Pearl für Trommeln und Pedale, Balbex für Schlagstöcke, Roland V-Drums und Finfonic für Kopfhörer. Davor spielte er mit einem vom finnischen Schlagzeughersteller Kumu handgefertigten Schlagzeug.
Im August 2014 wurde bekannt, dass Hahto den wegen gesundheitlicher Probleme ausscheidenden Nightwish-Schlagzeuger Jukka Nevalainen vorübergehend ersetzt. Seit Juli 2019 ist er festes Bandmitglied bei Nightwish und ersetzt Jukka Nevalainen, der sich um die geschäftlichen Belange der Band im Hintergrund kümmert.

## Diskografie
| mit Max on the Rox - 2004: Rhythmic Songs from a Mysterious Red House mit Rotten Sound - 1997: Under Pressure - 1999: Drain - 2002: Murderworks - 2005: Exit mit Swallow the Sun - 2009: New Moon - 2012: Emerald Forest and the Blackbird | mit Wintersun - 2004: Wintersun - 2012: Time I - 2017: The Forest Seasons mit Nightwish - 2015: Endless Forms Most Beautiful - 2016: Vehicle of Spirit - 2020: Human. :II: Nature. - 2024: Yesterwynde mit Trees of Eternity - 2016: Hour of the Nightingale |